# Бівер (замок)
 Замок Бівер  (англ. Belvoir Castle) — місцева назва, котру отримав замок Бельвуар у Лестерширі, Англія.

## Назва
Замок має норманську назву — Бельвуар. Для місцевих мешканців норманська назва виявилася важкою і її переробили на Бівер. У російській літературі назва часто пишеться і вимовляється як Бельвуар.

## Будівля
Невеликий замок був на узвишші ще у XII ст. і слугував за одну з королівський резиденцій. У 1257 році переданий королем у власність — Роберту де Роса. У родині де Роса перебував до початку XVI ст. Рід вимер і у 1508 році замок перейшов у володіння Джорджа Меннерса, що успадкував маєток від матері. До нього також перейшов і титул барона. У 1525 році син Джорджа Меннерса отримав титул графа.
Серед графів Ретленд особливе місце посів Роджер Меннерс, 5-й граф Ретленд, що отримав освіту на континенті і відрізнявся неабиякими літературними здібностями. Секретар російської Шекспіровської комісії професор Гілілов Ілля Михайлович (1924—2007) довів, що псевдонім Шекспір належав саме Роджеру Меннерсу (1576—1612).
Серед почесних відвідувачів замку — король Яків І.
Наприкінці XVIII ст. замок зазнав перебудов у неоготичному стилі, а його вежі чимось почали нагадувати вежі, що має Віндзорський замок. Частка будівлі відновлена після пожежі 1816 року.

## Володарі

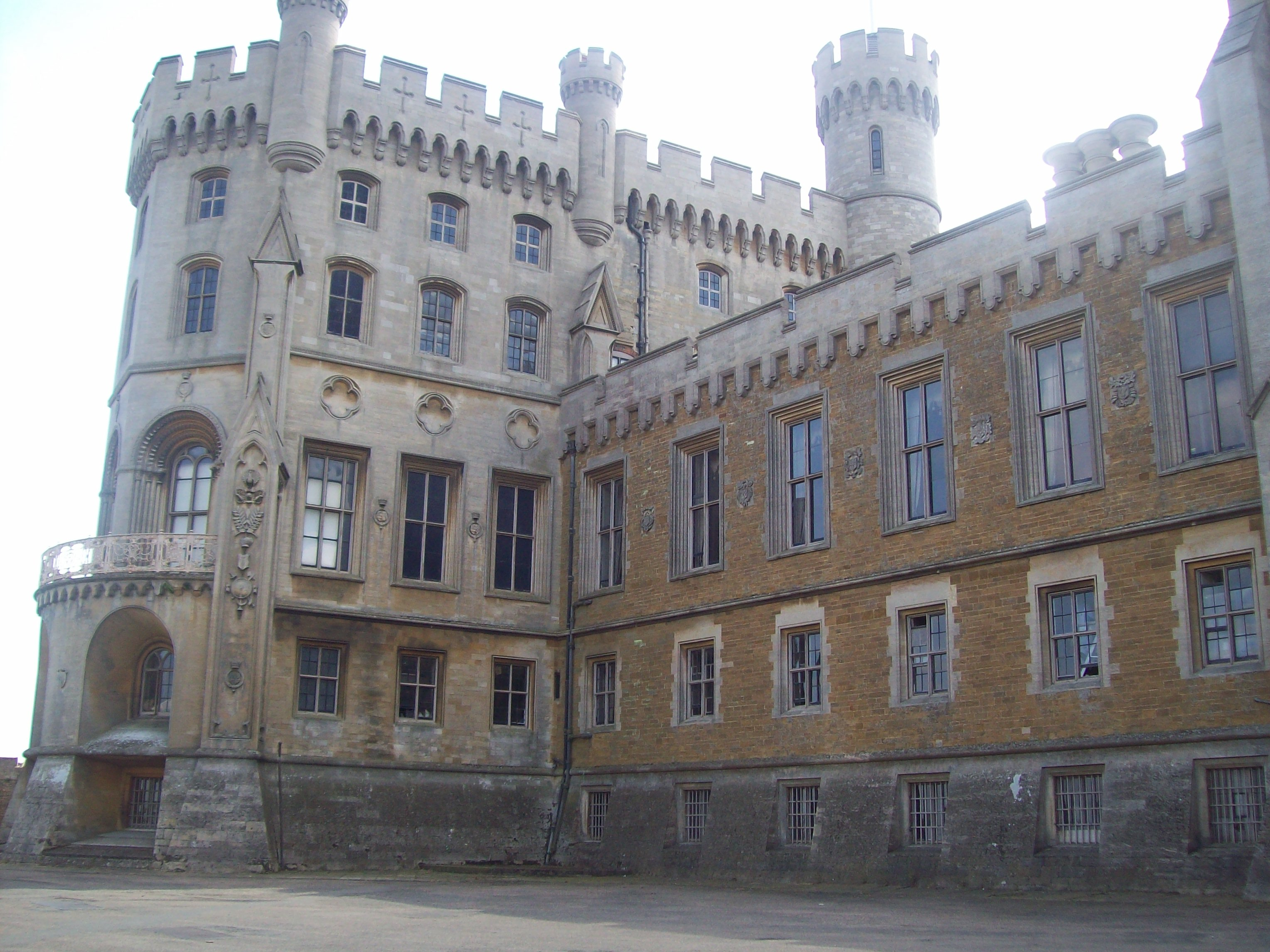
Фасади замку

Джон Меннерс, 9-й граф Ретленд, у 1703 році отримав титул герцога. З тої пори замок Бівер — резиденція герцогів Ретленд. Він і зараз резиденція останнього герцога Ретленд та п'ятьох його дітей.

## Картинна галерея замку
Стабільність державного устрою і відсутність значних заворушень в Британії впродовж останніх 350 років сприяла збагаченню володарів замку і накопиченню там творів мистецтва та антикварної зброї, гармат. Серед них — картинна галерея, де є твори Ганса Гольбейна Молодшого, Ніколя Пуссена, Томаса Гейнсборо, Джошуа Рейнолдса та ін. Одне полотно Ніколя Пуссена було втрачене під час пожежі 1816 р., а два — продані у XX ст. у США — (стали надбанням Національної галереї, м. Вашингтон, та Музей Гетті, Каліфорнія).

## Сучасне використання
Замок Бівер залишається герцогською приватною власністю, але відкритий для відвідин громадськості і туристів. Частка його приміщень здається в оренду для проведення урочистостей. В замку проводять виставки птахів та тварин — качок, собак тощо. В замку відбуваються піротехнічні фестивалі — феєрверки, дозволена рибна ловля, катання на квадроциклах при дотриманні чемної поведінки і поваги до приватної власності володарів.
Замок Бівер декілька разів використовувався як натура для створення кінострічок. Остання — «Код да Вінчі», де замок Бівер виступав у ролі замку Гандольфо, літньої резиденції папи римського.

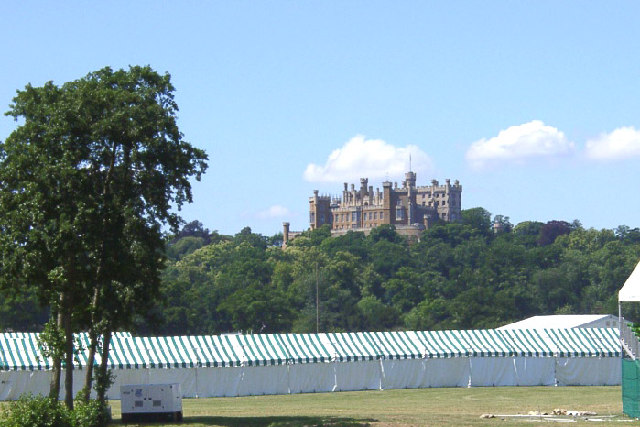
Замок на узвишші
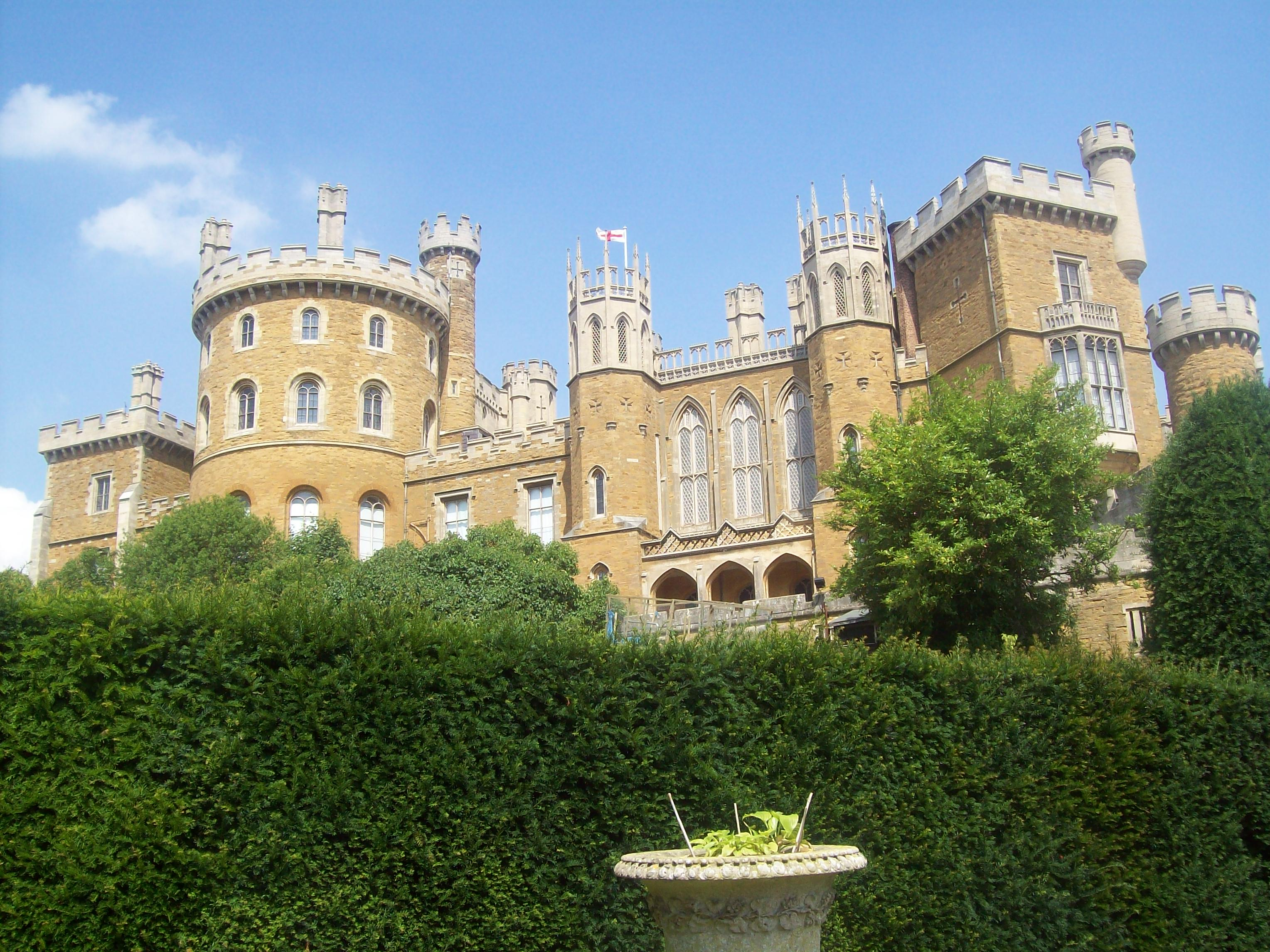
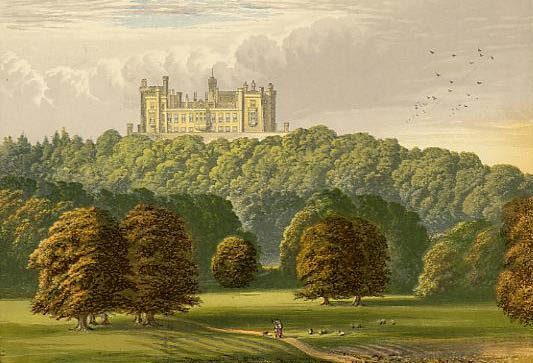
Історичне зображення замку, 1880 р.
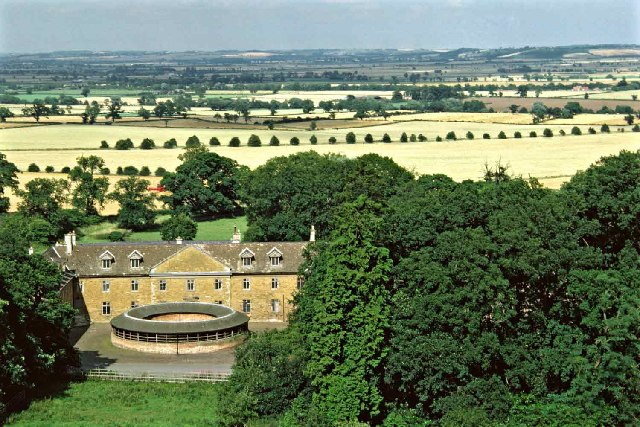
Околиці замку Бівер